# Sector hiperbolic

Un sector hiperbolic (cu galben)

Un sector hiperbolic este o zonă din planul cartezian {(x,y)} mărginit de raze din origine până la două puncte (a, 1/a) și (b, 1/b) și hiperbola xy = 1 (sau zona corespondentă dacă hiperbola este scalată sau/și orientarea sa este schimbată, lăsând centrul la origine, la fel ca la hiperbola unitate).
Un sector hiperbolic în poziția standard are a = 1 și b > 1 .
Sectoarele hiperbolice sunt baza funcțiilor hiperbolice.

## Arie

Aria sectorului hiperbolic se conservă în urma unei ; se prezintă dreptunghiurile (cu verde și albastru) și sectorul hiperbolic (cu violet) înainte și după rotația hiperbolică

Aria unui sector hiperbolic în poziție standard este logaritmul natural al lui b.
Demonstrație: Se integrează funcția 1/x (a cărei primitivă este ln x, v. mai jos) de la 1 la b, se adună triunghiul {(0, 0), (1, 0), (1, 1)} și se scade triunghiul {(0, 0), (b, 0), (b, 1/b)}.
Când se află în poziție standard, un sector hiperbolic corespunde unui unghi hiperbolic⁠(d) pozitiv în origine, măsura acestuia din urmă fiind definită ca aria sectorului.

## Triunghi hiperbolic

Triunghi hiperbolic (portocaliu) și sector hiperbolic (roșu) corespunzătoare unghiului hiperbolic u, pentru hiperbola y = 1/x. Catetele triunghiului sunt de √2 ori mai mari decât cosinusul, respectiv sinusul hiperbolic.

Când este în poziția standard, un sector hiperbolic determină un triunghi hiperbolic, triunghi dreptunghic cu un vârf în origine, cu o catetă pe raza diagonală y = x și al treilea vârf pe hiperbola
{\displaystyle xy=1,\,}
cu ipotenuza fiind segmentul de la origine la punctul (x,y) de pe hiperbolă. Lungimea bazei acestui triunghi este
{\displaystyle {\sqrt {2}}\cosh u,\,}
iar înălțimea⁠(d) sa este 
{\displaystyle {\sqrt {2}}\sinh u,\,}
unde u este unghiul hperbolic corespunzător.
Analogia dintre funcțiile trigonometrice și cele hiperbolice a fost descrisă de Augustus De Morgan în Trigonometria și algebra dublă (1849). În articolul său, Notă asupra teoremei adunării pentru funcțiile hiperbolice, William Burnside a folosit astfel de triunghiuri, proiectând un punct de pe hiperbola xy = 1 pe diagonala principală.

## Logaritm hiperbolic

Aria unitate când b = e cum a fost folosită de Euler

Se știe că funcția f(x) = xp are o primitivă algebrică, cu excepția cazului p = −1 corespunzător cvadraturii hiperbolei. În timp ce cvadratura parabolei a fost realizată de Arhimede în secolul al III-lea î.Hr. (în Cvadratura parabolei), cvadratura hiperbolică a necesitat invenția în 1647 a unei noi funcții: Gregoire de Saint-Vincent a abordat problema calculării suprafețelor delimitate de o hiperbolă. Descoperirile sale au condus la funcția de logaritm natural, numită inițial logaritm hiperbolic, deoarece se obține prin integrare sau calculul ariei zonei de sub hiperbolă.
Înainte de 1748 și publicarea Introductio in analysin infinitorum (în română Introducere în analiza infinitului), logaritmul natural era cunoscut în legătură cu aria unui sector hiperbolic. Leonhard Euler a schimbat asta când a introdus funcțiile transcendente, cum ar fi 10x. Euler a identificat e ca valoarea b producând o unitate de arie (sub hiperbolă sau într-un sector hiperbolic în poziție standard). Apoi logaritmul natural a putut fi recunoscut ca funcția inversă la funcția transcendentă ex.

## Geometrie hiperbolică
Când Felix Klein și-a scris în 1928 cartea despre geometria neeuclidiană, el a oferit acestui subiect o bază prin referirea la geometria proiectivă. Pentru a stabili măsura hiperbolică a unei drepte, el a arătat că aria unui sector hiperbolic a furnizat o ilustrare vizuală a conceptului.
Sectoarele hiperbolice pot fi legate și de hiperbola {\displaystyle y={\sqrt {1+x^{2}}}}. Aria unor astfel de sectoare hiperbolice a fost utilizată pentru a defini în manualele de geometrie distanța hiperbolică.